# Barbara McClintock
Barbara McClintock, ameriška genetičarka, prejemnica Nobelove nagrade, * 16. junij 1902, Hartford, Connecticut, Združene države Amerike, † 2. september 1992, Huntington, New York.
McClintockova je znana predvsem po obsežnem pionirskem delu na področju citogenetike koruze, za kar je prejela številna priznanja, med drugim leta 1983 tudi Nobelovo nagrado za fiziologijo ali medicino. Je edina ženska, ki je prejela nedeljeno Nobelovo nagrado v tej kategoriji.

## Življenje
Rodila se je kot tretji od štirih otrok zdravniku Thomasu McClintocku in njegovi ženi Sarah. Odraščala je v Brooklynu (New York), kjer je obiskovala srednjo šolo, nato pa je vpisala študij botanike na Univerzi Cornell. Tam je diplomirala in leta 1927 še doktorirala na tem področju. Ženske na Cornellu takrat niso mogle izbrati genetike kot glavne študijske usmeritve, vendar se je že pred diplomo ukvarjala s citogenetiko koruze in se kasneje pridružila skupini študentov, ki so preučevali genetiko koruze pod vodstvom Rollinsa Emersona.
S podiplomsko študentko Harriet Creighton sta na prelomu 1930. let izvedli serijo opazovanj dogajanja med mejozo, s katero sta prvi razvozlali fizično osnovo procesa, imenovanega »crossing-over«. Odkritje sta objavili v vplivnem članku leta 1931. Na podlagi tega in drugih uspehov je dobila možnost podoktorskega usposabljanja iz genetike na različnih inštitucijah - poleg Cornella še na Univerzi Missourija in Kalifornijskem tehnološkem inštitutu. Pol leta je preživela tudi v Nemčiji, vendar se je morala zaradi težavnih političnih razmer leta 1934 vrniti v ZDA. Leta 1936 je sprejela mesto docentke na Univerzi Missourija. Univerzo je zapustila po štirih letih, saj ni videla možnosti za pridobitev redne profesure. Odšla je na oddelek za genetiko Laboratorija Cold Spring Harbor, kjer je po enem letu dobila redno mesto raziskovalke in tu ostala do svoje upokojitve leta 1967. Z oddelkom je sodelovala tudi po tem, do svoje smrti leta 1992.

## Delo
Odmevna je bila že njena prva raziskava. S Harriet Creighton sta izvedli serijo poskusov, v kateri sta opazovali, kaj se dogaja s kromosomi v celicah koruze med mejozo. Do tedaj so samo na podlagi končnega rezultata procesa sumili, da se v tej fazi nastanka spolnih celic dogaja premeščanje alelov med kromosomoma, ki ju je organizem podedoval od staršev. McClintockovi in Creightonovi pa je uspelo povezati kos kromosoma, dovolj velik za identifikacijo pod mikroskopom, z lastnostjo, ki jo kodira eden od alelov na njem. Na ta način sta dokazali, da pri nekaterih potomcih pride do zamenjave tega dela med homolognima kromosomoma - t. i. »crossing-over«, rezultat česar je rekombinacija genetskih lasnosti. Njun članek v reviji Proceedings of the National Academy of Sciences danes velja za enega od klasikov na tem področju.
Naslednji večji projekt je bila študija prelamljanja kromosomov. V začetku 1930. let se je seznanila z metodo povzročanja mutacij z rentgenskim obsevanjem celic. Opazila je, da sevanje včasih fizično prelomi kromosom, kar povzroči, da se konci prelomljenih kosov med naslednjo celično delitvijo v fazi podvojevanja DNK naključno prerazporedijo in zlepijo. Rezultat je včasih kromosom z dvema centromerama, ki se ob naslednji celični delitvi znova naključno prelomi in razporedi v obe hčerinski celici. Rezultat tega cikla prelom-fuzija-mostovi-prelom so obsežne mutacije, ki so že same po sebi močno orodje za preučevanje zgradbe kromosomov, McClintockova pa je ugotovila tudi, da se lahko cikel začne spontano, brez obsevanja. Opis cikla (angleško breakage-fusion-bridge) je utrdil njen ugled v citogenetiki. Postavila je tudi hipotezo, da obstajajo posebne strukture, ki preprečujejo da bi se zlepili konci nepoškodovanih kromosomov. Obstoj telomer, kot jim pravimo danes, je bil dokazan šele v 1980. letih.
V tem času je, zaradi negotovih možnosti za napredovanje, odšla v Laboratorij Cold Spring Harbor, kjer je po enem letu dobila stalno službo. Tam je imela na voljo tudi zemljo za gojenje koruze in veliko strokovne svobode pri delu, kar je zelo pripomoglo k njeni produktivnosti. Nadaljevala je s kartiranjem genov na kromosomih z uporabo cikla prelom-fuzija-mostovi-prelom, v okviru katerega je prišla do svojega najpomembnejšega odkritja. Našla je dve mesti na kromosomu, ki nista vplivali neposredno na lastnosti organizma, temveč na izražanje drugih genov v njuni bližini. Za razločevanje od genov ju je poimenovala »kontrolni enoti«; poleg vpliva na druge gene je bila njuna posebnost tudi, da sta se lahko med generacijami premikala po kromosomu brez prerazporejanja drugih delov (danes temu pravimo transpozicija). Šlo je za odkritje, ki je nasprotovalo do tedaj uveljavljeni podobi genskega zapisa kot stalnega in nespremenljivega. Z raziskavami teh elementov se je ukvarjala do konca svoje kariere.
Konec 1950. let je s financiranjem Nacionalne znanstvene fundacije in Rockefellerjeve fundacije organizirala več odprav v Južno Ameriko z namenom ugotavljanja genetske variabilnosti koruze, njenih evolucijskih korenin in možnosti za izboljšanje pridelka domačih sort. Z raziskavami pod njenim vodstvom sta znanstvenika Almeiro Blumenschein in Angel Kato nadaljevala še do sredine 1970. let in leta 1981 so skupaj izdali delo The Chromosomal Constitution of Races of Maize, ki velja za eno temeljnih del na področjih evolucijske botanike in etno- ter paleobotanike.
Tudi po upokojitvi je ostala aktiven član skupnosti raziskovalcev v laboratoriju Cold Spring Harbor in je redno predavala o genetiki strokovni ter laični javnosti.

## Priznanja
Barbara McClintock je že za časa svojega življenja uživala ugled ene največjih znanstvenic 20. stoletja. Vendar pa so bili drugi genetiki dolga leta skeptični do njenih teorij o kontroli izražanja genov, čeprav so ponujale eleganten odgovor na vprašanje, kako lahko prihaja do drastičnih sprememb delovanja organizma tekom njegovega razvoja, ko pa ima samo en komplet genov. Njeno delo ni imelo pomembnejšega vpliva na področje, dokler nista v 1960. letih francoska genetika François Jacob in Jacques Monod opisala enakega pojava pri bakterijah. Razvila se je tudi tehnika in kmalu so transpozicijo odkrili pri celi vrsti drugih organizmov, kar je vzbudilo zanimanje za njeno zgodnje delo.
Sledila so številna uradna priznanja; leta 1970 ji je takratni ameriški predsednik Nixon podelil Nacionalno medaljo znanosti, kasneje pa je prejela med drugim še Laskerjevo nagrado za temeljne medicinske raziskave, Wolfovo nagrado za medicino, medaljo Thomasa Hunta Morgana in nagrado Louise Gross Horwitz. Nazadnje, več kot 30 let po odkritju, je leta 1983 za odkritje »premičnih genskih elementov« prejela tudi Nobelovo nagrado za fiziologijo ali medicino.
Sprejeta je bila tudi za članico številnih strokovnih in akademskih združenj. Nacionalna akademija znanosti ZDA je njeno delo opazila in jo izvolila za članico že leta 1944, kot šele tretjo žensko v zgodovini te ustanove. Bila je tudi prva ženska predsednica Ameriškega genetskega društva.